# Phoenix Sports FC
Phoenix Sports FC (celým názvem: Phoenix Sports Football Club) je anglický fotbalový klub, který sídlí v jihovýchodním Londýně. Založen byl v roce 1935 pod názvem St Johns Welling FC. Od sezóny 2018/19 hraje v Isthmian League South East Division (8. nejvyšší soutěž). Klubové barvy jsou zelená a černá.
Své domácí zápasy odehrává na stadionu Phoenix Sports Ground s kapacitou 2 000 diváků.

## Historické názvy
Zdroj: 
- 1935 – St Johns Welling FC (St Johns Welling Football Club)
- 193? – Lakeside FC (Lakeside Football Club)
- 1945 – Phoenix Sports FC (Phoenix Sports Football Club)

## Úspěchy v domácích pohárech
Zdroj: 
- FA Cup
  - 3. předkolo: 2017/18
- FA Trophy
  - 2. předkolo: 2016/17
- FA Vase
  - 5. kolo: 2014/15

## Umístění v jednotlivých sezonách
Stručný přehled
Zdroj: 
- 1986–1987: London Spartan League (Division One)
- 1987–1992: Spartan League (Division One)
- 2002–2003: Kent County League (Division One West)
- 2003–2005: Kent County League (Division Two West)
- 2005–2008: Kent County League (Division One West)
- 2008–2011: Kent County League (Premier Division)
- 2011–2013: Kent Invicta League
- 2013–2015: Southern Counties East League
- 2015–2017: Isthmian League (Division One North)
- 2017–2018: Isthmian League (Division One South)
- 2018– : Isthmian League (South East Division)

Jednotlivé ročníky
Zdroj: 
Legenda: Z - zápasy, V - výhry, R - remízy, P - porážky, VG - vstřelené góly, OG - obdržené góly, +/- - rozdíl skóre, B - body, červené podbarvení - sestup, zelené podbarvení - postup, fialové podbarvení - reorganizace, změna skupiny či soutěže
| Sezóny  | Liga                                  | Úroveň | Z  | V  | R | P  | VG  | OG | +/- | B  | Pozice |
| ------- | ------------------------------------- | ------ | -- | -- | - | -- | --- | -- | --- | -- | ------ |
| 2009/10 | Kent County League (Premier Division) | 11     | 30 | 17 | 8 | 5  | 59  | 34 | +25 | 59 | 4.     |
| 2010/11 | Kent County League (Premier Division) | 11     | 30 | 14 | 5 | 11 | 55  | 50 | +5  | 47 | 5.     |
| 2011/12 | Kent Invicta League                   | 10     | 30 | 17 | 7 | 6  | 60  | 30 | +30 | 58 | 2.     |
| 2012/13 | Kent Invicta League                   | 10     | 30 | 25 | 3 | 2  | 108 | 26 | +82 | 78 | 1.     |
| 2013/14 | Southern Counties East League         | 9      | 32 | 17 | 5 | 10 | 70  | 49 | +21 | 56 | 6.     |
| 2014/15 | Southern Counties East League         | 9      | 38 | 28 | 9 | 1  | 94  | 20 | +74 | 93 | 1.     |
| 2015/16 | Isthmian League (Division One North)  | 8      | 46 | 16 | 8 | 22 | 60  | 74 | -14 | 56 | 14.    |
| 2016/17 | Isthmian League (Division One North)  | 8      | 46 | 22 | 9 | 15 | 71  | 72 | -1  | 75 | 9.     |
| 2017/18 | Isthmian League (Division One South)  | 8      | 46 | 20 | 9 | 17 | 79  | 68 | +11 | 69 | 11.    |
| 2018/19 | Isthmian League (South East Division) | 8      | 38 |    |   |    |     |    |     |    |        |